# Йованович, Зоран
Зоран Йованович (хорв. Zoran Jovanović; род. 7 июня 1979) — хорватский шахматист, гроссмейстер (2006).
В составе сборной Хорватии участник 38-й Олимпиады (2008) в Дрездене и 18-го командного чемпионата Европы (2011) в Порто Каррас.

## Изменения рейтинга
| Графики недоступны из-за технических проблем. См. информацию на Фабрикаторе и на mediawiki.org. |